# Elk Garden
Elk Garden est une ville américaine située dans le comté de Mineral en Virginie-Occidentale.
Selon le recensement de 2010, Elk Garden compte 232 habitants. La municipalité s'étend sur 0,26 milles carrés (0,67 km2).
Le nom de la ville provient des élans (elk en anglais) qui s'y trouvaient en nombre.